# Gente del Pueblo
Gente del pueblo es un grupo musical español de sevillanas de Morón de la Frontera que comienza a publicar discos con el comienzo de la transición, aunque tocaban como grupo de amigos desde los 60. Se caracterizan porque en plena Transición política española las letras de sus canciones incluían crítica social y política del momento. Han escrito letras sobre Santiago Carrillo o la Pasionaria. También han homenajeado a víctimas del proceso transicional como Javier Verdejo Lucas, Miguel Roldán Zafra, Manuel José García Caparrós, Agustín Rueda Sierra o Juan Miguel Mejías (este último, amigo personal del grupo asesinado en Barcelona por un Guardia Civil).

## Relación con el SAT
Desde sus orígenes están vinculados con las luchas sociales del Sindicato de Obreros del Campo (SOC), ahora integrado desde 2007 en el Sindicato Andaluz de Trabajadores (SAT).  La problemática del campo como crítica del hambre y el desempleo que sufren los jornaleros y a la existencia de terrenos sin cultivar es un tema recurrente en su discografía. Así en una canción como Toma tu tierra, del disco Tierra y libertad (1979), hablan sobre la temática de las ocupaciones de campos que por esa época ya se estaban produciendo en Andalucía. En él se describe como 200 jornaleros ocupan la finca Aparicio en el término municipal de Osuna y cómo después fueron expulsados por la Guardia Civil. En la edición de la revista Triunfo del 22 de julio de 1978, un año antes de la publicación del Tierra y libertad, aparece un reportaje firmado por Antonio Ramos Espejo que se titula: Campo andaluz: donde las perdices viven mejor que los jornaleros. Toma tu tierra relata estas ocupaciones de terrenos que sólo son utilizados como cotos de caza por sus dueños. 
José María Carrillo es, además de un reconocido sindicalista, uno de los miembros fundadores del grupo, participando como letrista y compositor. En 2012 publicó una antología de canciones del grupo con un prólogo del sindicalista y portavoz del SAT Diego Cañamero .

Sus letras comenzaron a ser el reflejo de la vida diaria de miles de familias andaluzas castigadas por el paro, la emigración, la explotación)/ la injusticia. Eran letras que rompían con el papel tradicional de un estilo musical ligado al folklore, a las ferias o alas romerías religiosas, unas circunstancias que no les facilitó el camino y les acarreó duras críticas de los sectores reaccionarios. Incluso uno de sus componentes dio con sus huesos en la cárcel.
Pero Gente del Pueblo inició muy pronto un intenso recorrido por cientos de lugares dentro y fuera de Andalucía, llevando sus mensajes de denuncias y reivindicaciones a todos los rincones. Eran llamados desde cualquier parte por aquellos que luchaban por la justicia, porlaReforma Agraria y por una tierra que diera a sus hombres y mujeres: pan, trabajo y libertad.
Ahora vuelven a pedir la voz y la palabra en unos momentos que nos han devuelto al peor rostro del sistema contra el que tanto hemos luchado. El paro, el abuso y la explotación se han adueñado de nuestros pueblos y ciudades, la Reforma Agraria se quedó en promesas, nuestra juventud se encuentra ante un futuro incierto y la represión es continúa.

## Discografía
| 1977 | Sevillanas Democráticas    |
| 1978 | Sevillanas de la Autonomía |
| 1979 | Tierra y Libertad          |
| 1980 | Otra Andalucía             |
| 1981 | Seguiremos Cantando        |
| 1982 | Simiente de Libertad       |
| 1985 | Sueño Blanco               |
| 1986 | Por la Paz                 |
| 2014 | Al Calor de la Conciencia  |